# UD 로그로녜스
UD 로그로녜스(스페인어: Unión Deportiva Logroñés, S.A.D.)는 스페인 라리오하주 로그로뇨를 연고로 하는 축구단이다. 2009년에 창단되어 세군다 페데라시온에 참가하고 있다. 16,000을 수용 가능한 에스타디오 라스 가우나스에서 홈경기가 열린다.

## 선수 명단

### 현역
참고: FIFA 자격 규정에 따라 소속된 국가대표팀 국기를 표시합니다. 선수는 복수의 FIFA 비회원국 국적을 가지고 있을 수 있습니다.
| 번호 | 포지션 | 국적 | 이름          |
| ---- | ------ | ---- | ------------- |
| 9    | FW     |      | 안드레이 루푸 |

| 번호 | 포지션 | 국적     | 이름      |
| ---- | ------ | -------- | --------- |
| 24   | FW     | 우루과이 | 엔조 파친 |

## 역대 감독
| 감독            | 임기        |
| --------------- | ----------- |
| 라파엘 베르헤스 | 2016 ~ 2017 |
| 미겔 플라뇨     | 2024 ~      |